# Швець Олександр Юхимович
Олекса́ндр Юхи́мович Швець (нар. 4 червня 1955, Хабаровський край, РРФСР, СРСР) — український журналіст, засновник і головний редактор газети «Факти та коментарі». Заслужений журналіст України.

## Життєпис
У 1982 року закінчив з відзнакою факультет журналістики Київського державного університету імені Тараса Шевченка.
З 1982 по 1992 працював у газеті «Вечірній Київ» — завідувач відділу фейлетонів, завідувач відділу листів і права, відповідальний секретар, заступник головного редактора.
Був відомий у Києві його фейлетоном-доносом з пасквілям проти клуба КСП з прямими обвинуваченнями видатних діячів клубу. З травня 1992 — головний редактор газети «Київські відомості».
З лютого 1994 — головний редактор газети «Всеукраїнські відомості».
Від серпня 1997 року — головний редактор газети «Факти та коментарі», згодом також засновник і головний редактор інтернет-видання «Факти».
Один із перших українських журналістів, які у квітні — червні 1986 р. готували репортажі із зони ліквідації наслідків аварії на ЧАЕС.
На чолі з головним редактором Олександром Швецем редакція газети «Факти та коментарі» [Архівовано 7 липня 2020 у Wayback Machine.] разом із читачами, разом із колегами зібрала понад $1 млн на обладнання для нейрохірургічних операцій, а саме лінійний прискорювач, яким і зараз користуються у відділенні Інституту нейрохірургії. З тих пір — близько 5 тисяч врятованих життів.
З лютого 2016 р. з ініціативи Олександра Швеця на волонтерській основі почали друк спецвипуску «ФАКТЫ» (Донбасс), кількість якого за останні два роки досяг майже 7 мільйонів екземплярів. Спецвипуск доставляли і на передову, і в військові госпіталі, і в лікарні в зоні АТО, і в школи, і в притулки для старих.
Під час повномасштабного вторгнення військ РФ в Україну навесні 2022 року Олександр Швець 9 червня того ж року відкрив перший в Україні музей порцелянових фігур ShvetsMuseum, в експозиції якого виставлено понад 1200 унікальних виробів, створених майстрами найвідоміших у світі мануфактур із Іспанії, Німеччини, Японії, України, Китаю, Нідерландів, Австрії, Великої Британії, Франції, Італії, Данії та багатьох інших країн. ShvetsMuseum відвідувачі називають «музеєм духовної незламності».

## Державні нагороди
- Орден «За заслуги» I ст. (3 червня 2015) — за вагомий особистий внесок у розвиток вітчизняної журналістики, багаторічну сумлінну працю та високий професіоналізм[6]
- Орден «За заслуги» II ст. (22 серпня 2002) — за значний особистий внесок у державне будівництво, багаторічну сумлінну працю та високий професіоналізм[7]
- Почесна відзнака Президента України (22 серпня 1996) — за визначні досягнення у праці, що сприяють економічному, науково-технічному і соціально-культурному розвиткові України, зміцненню її державності і міжнародного авторитету, та з нагоди п'ятої річниці незалежності України[8]
- Заслужений журналіст України (5 червня 1998) — за вагомий особистий внесок у розвиток журналістики, висвітлення політичного, соціально-економічного і культурного життя України, високий професіоналізм[9]